# ستيورات نسبت
ستيورات نسبت (بالإنجليزية: Stuart Nisbet)‏ هو ممثل أمريكي، ولد في 17 يناير 1934 بلوس أنجلوس في الولايات المتحدة، وتوفي في 23 يونيو 2016 بغلينديل في الولايات المتحدة.

## وصلات خارجية
- ستيورات نسبت على موقع IMDb (الإنجليزية)
- ستيورات نسبت على موقع قاعدة بيانات الفيلم (الإنجليزية)